# Östra kyrkogården, Göteborg
Östra kyrkogården är Göteborgs tredje största kyrkogård. Den gränsar till stadsdelarna Lunden, Bagaregården och Härlanda. Vid det nordvästra hörnet av kyrkogården ligger Redbergsplatsen. Kyrkogården har en areal av 25,3 hektar, rymmer cirka 17 717 gravplatser och 150 000 människor uppskattas ha gravsatts där, urnor inräknat. Kyrkogården karaktäriseras av två cirkelformade anläggningar och två större kullar, av vilka den västra kullen med sitt gravmonument har fått mest uppmärksamhet. De flesta monumenten är resta över göteborgare som varit verksamma inom handel, industri och sjöfart och genom  donationer varit med och skapat staden Göteborg.

## Historia

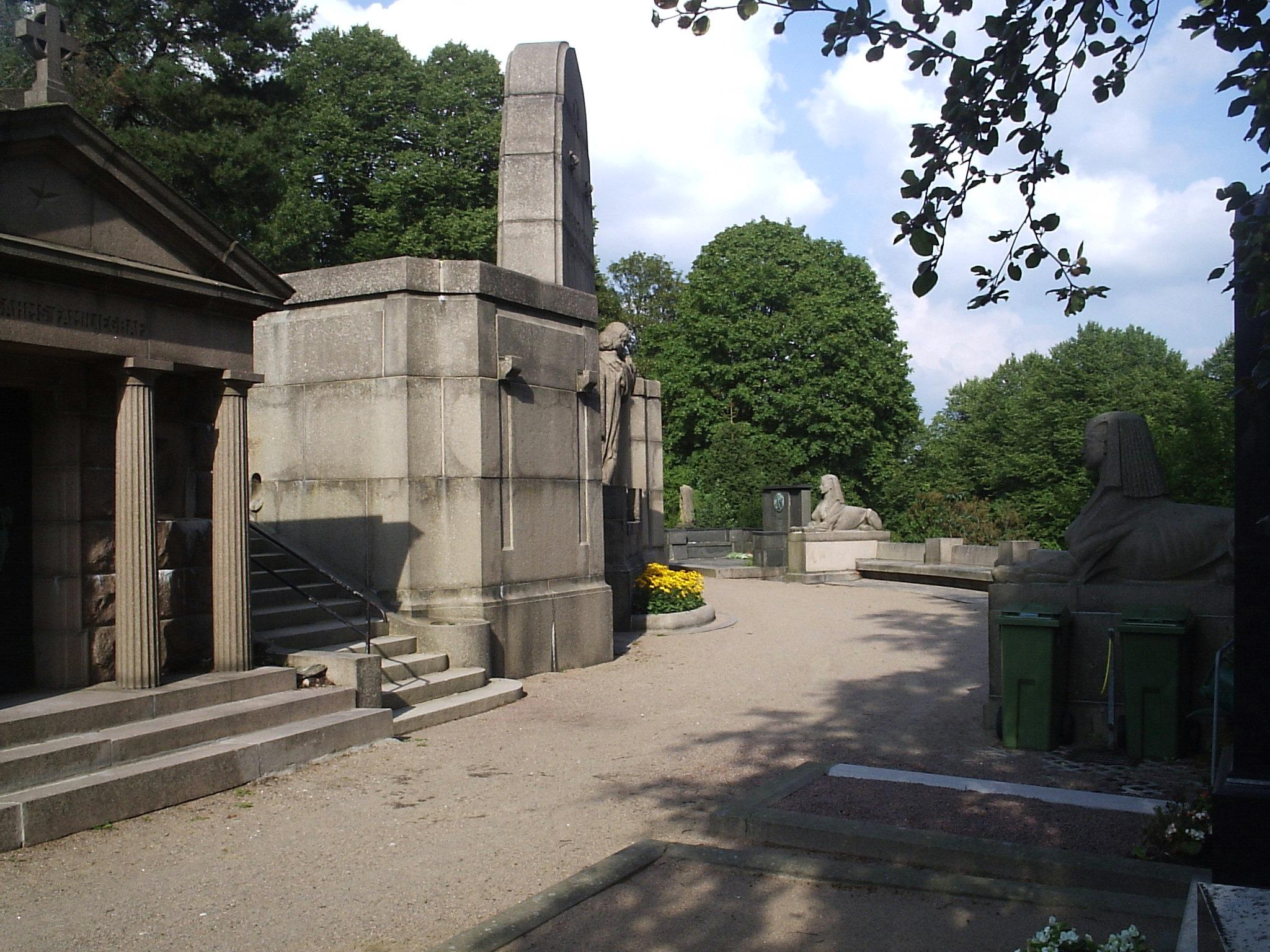
Den så kallade Rikemanskullen med Arthur och Maria Seatons mausoleum, uppfört av deras son, grosshandlaren George Seaton, till en kostnad av 1,5 miljoner kronor. Gravplatsen är med sina 250 kvadratmeter Nordens största.

Den Gamla kyrkogården nere på Fattighusängen (i stadsdelen Stampen, granne med Mölndalsån och Fattighusån) visade sig vara otillräcklig och marken var sumpig. Vid så kallad allmän rådstuga den 19 oktober 1860, beslöts att köpa in 48 tunnland och 21 kappland mark av herr Schuback på Bagaregården. Priset var 60 000 riksdaler. Kyrkogården utformades av stadsarkitekten J H Strömberg. Invigningen av den nya kyrkogården (då Begravningsplatsen) skedde den 16 november 1860, förrättad av domprosten Peter Wieselgren, tillsammans med en ungdomskör från Elementarläroverket. Den 27 februari 1861 skedde den första begravningen; i fält nummer 9, grav nummer 1 nedsattes sonen till före detta artilleristen N. Moberg, Frans Ludvig (20 dagar gammal), och den 12 mars samma år såldes för 100 riksdaler den första familjegraven till kapten C E L. Lunge i fält nummer 10, grav nummer 1. Under det första året begravdes "348 äldre och 648 barn", då mässling och difteri härjade staden svårt.
Under många år skördades hö på begravningsplatsens lediga marker. År 1866 uppgick stadens intäkt för det till 500 Riksdaler.

## Gravar för kända personer
På Östra kyrkogården finns gravmonument över personer och släkter som spelat stor roll inom näringslivet i Göteborg, som till exempel familjen George Seaton, Charles Felix Lindberg, S. A. Hedlund, stordonatorn Sven Renström,stordonatorn Axel Adler / Adlerbert, donatorn August Röhss,  Olof Wijk d.y., Hjalmar Wijk, Gustaf Werner, William Gibson, Axel Broström, Dan Broström, Gunnar Engellau, Axel Carlander, Knut J:son Mark, Friedrich Mühlenbock. Här ligger också Första Majblommans skapare Beda Hallberg, Ivar Arosenius, Karin Boye, Vitalis Norström, Dan-Axel Broström, Albert Ulrik Bååth, Sven Rydell, Bengt Erland Fogelberg, Sonya Hedenbratt, Barbro Hörberg, Erik Lönnroth, Eric Lemming, Otto Nordenskjöld, Viktor Rydberg, Victor von Gegerfelt, Carl Skottsberg, Lena Brogren, Ulf Thorén, Estrid Rodhe, och Frigga Carlberg begravda.

## Byggnader

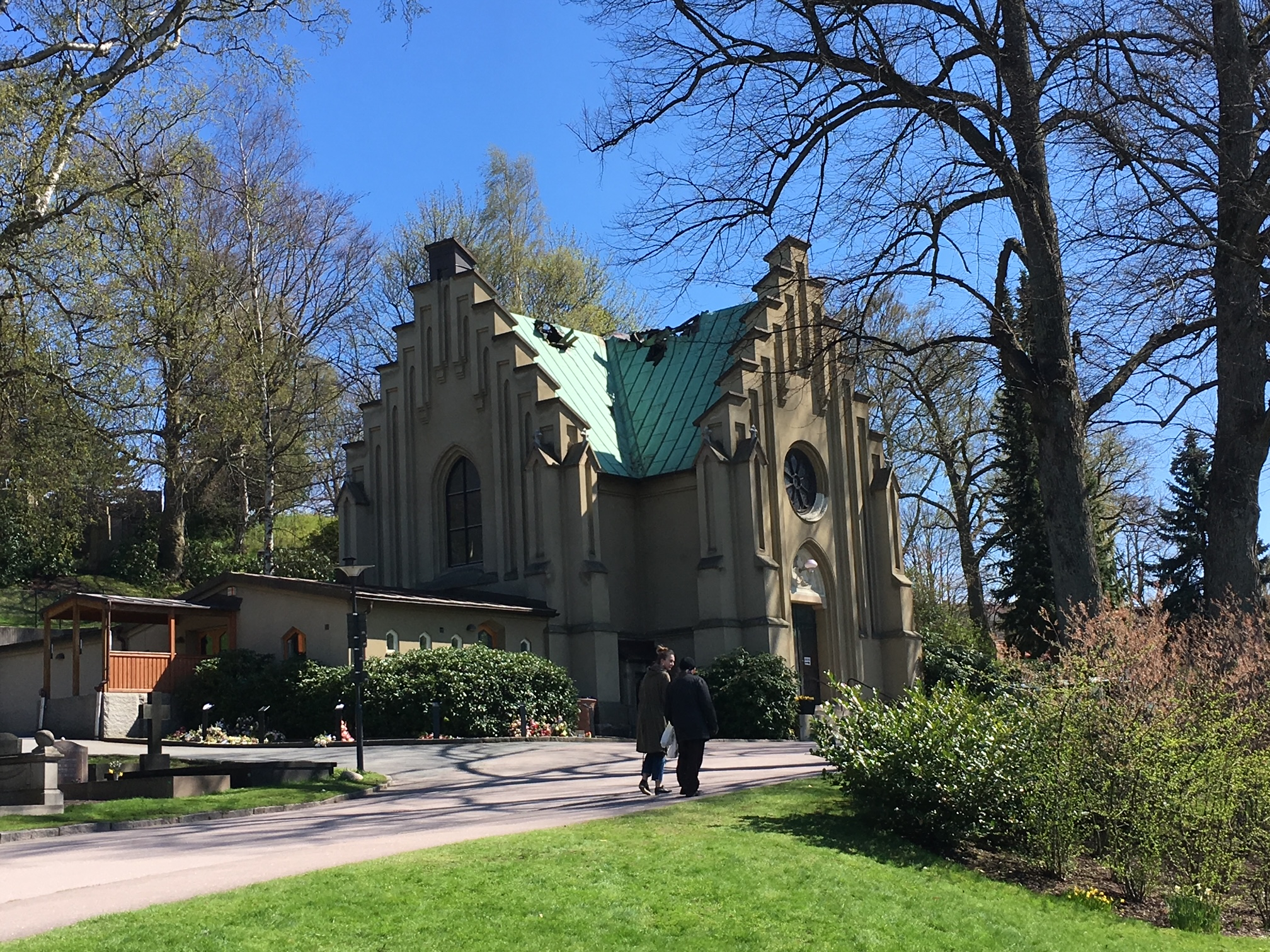
Östra kyrkogårdskapellet den 2 maj 2018 efter branden i taket i april samma år.

Ett kapell stod klart 1861 och ritades av stadsarkitekten Hans Strömberg (1821-1872). Kapellet stängdes i april 2018 efter den brand, som följde på grund av ett blixtnedslag i kapellets tak. Branden orsakade stora skador. Det återöppnade Östra kapellet har förändrats efter en omfattande restaurering. Ceremonilokalen öppnades i november 2019. Från utsidan kan man se det nya taket i skiffer, som är mer likt ursprunget från 1861. De stora förändringarna finns dock på insidan. Ny färgsättning, en omgjord orgelläktare och inte minst målningar, som dolts i många år.
På kyrkogården finns byggnader för förvaltningen, ett krematorium efter ritning av arkitekten Hans Hedlund. Grosshandlare P. Isberg var den första som kremerades, den 1 februari 1890. Krematoriet brann ner 23 december 1920, men återuppfördes och användes fram till 1951, då Kvibergs nyuppförda krematorium tog över.
Vid Danska vägens möte med Redbergsplatsen, direkt innanför huvudentrén, ligger den gamla inspektorsbostaden, byggd i tegel. Den numera rivna vaktmästarebostaden, låg vid ingången från Härlandavägen-Kålltorpsgatan.

### Entrén
Den ursprungliga huvudentrén låg där dagens stora stenkors står uppställt. Entrén revs 1927 då spårvägen skulle dras fram. Den inskjutna platsen framför entrén leder besökaren in mot kyrkogården genom en mjukt, konkavt, svängd form. Själva entrén består av fyra entréposter i ljus granit med rusticering och ett strikt klassicerat formspråk. De något högre mittenposternas överstycken är profilerade och kopparklädda på ovansidan, och kröns av dekorativa bronsurnor i form av stiliserade fåglar som med sina huvuden bär upp stora fat. Pargrinden i mitten är utformad i smidesjärn. Vid sidan av mittgrinden finns två lägre grindposter med samma utförande som mittposterna och enkelgrindar i samma utformning och material som pargrinden. Den halvmeterhöga muren som ansluter till entrén består av rusticerande, grovhuggna granitblock och är på ovansidan täckt av släta granitblock samt krönt av ett högt, strikt utformat och sparsamt dekorerat järnstaket.

## Judiska begravningsplatsen
I södra änden av Östra kyrkogården finns en judisk begravningsplats.

## Bildgalleri över gravar på Östra kyrkogården

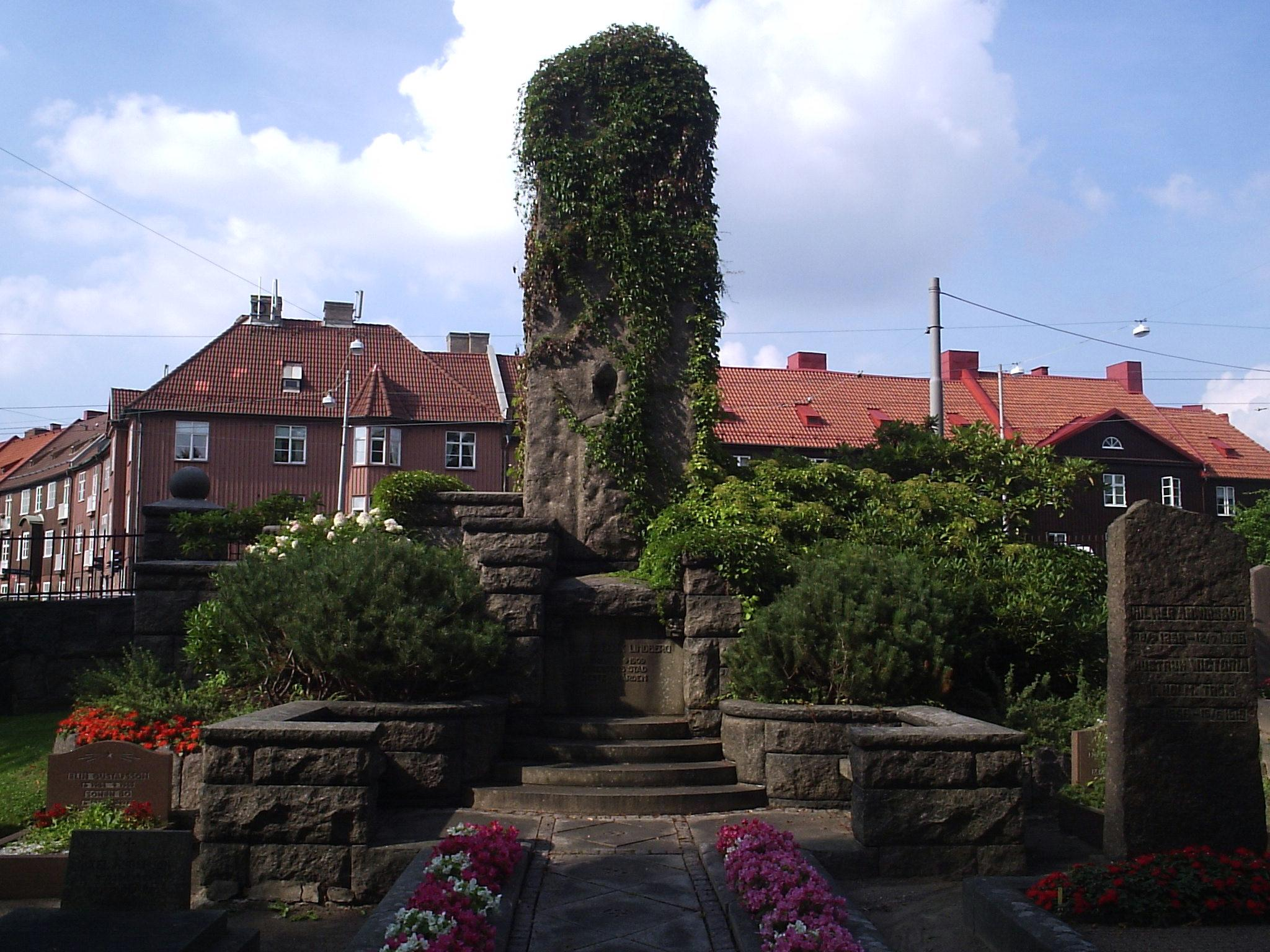
Charles Felix Lindbergs grav, med utsikt mot de K-märkta landshövdingehusen vid Uddevallagatan i Bagaregården.
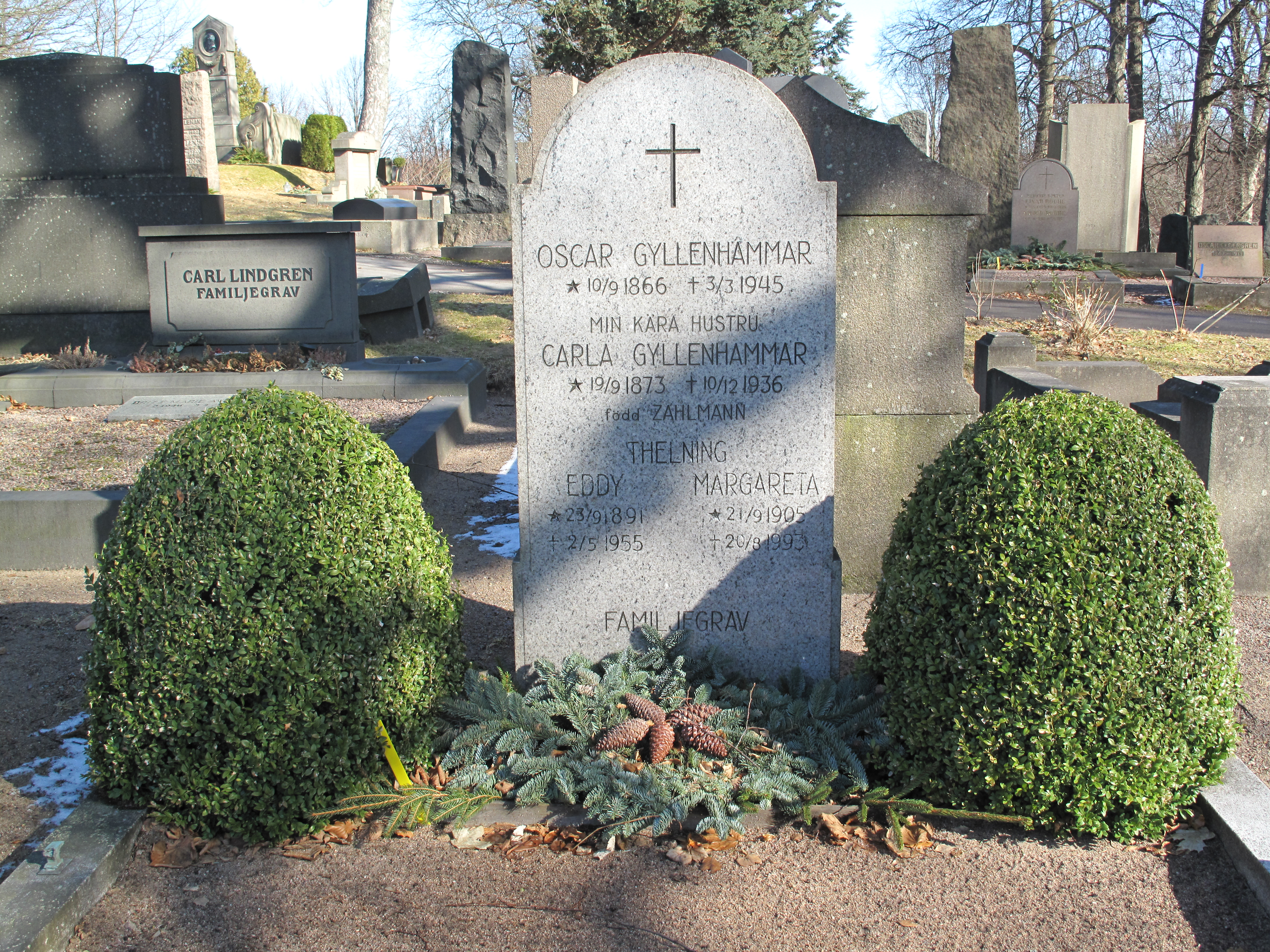
Oscar Gyllenhammars familjegrav
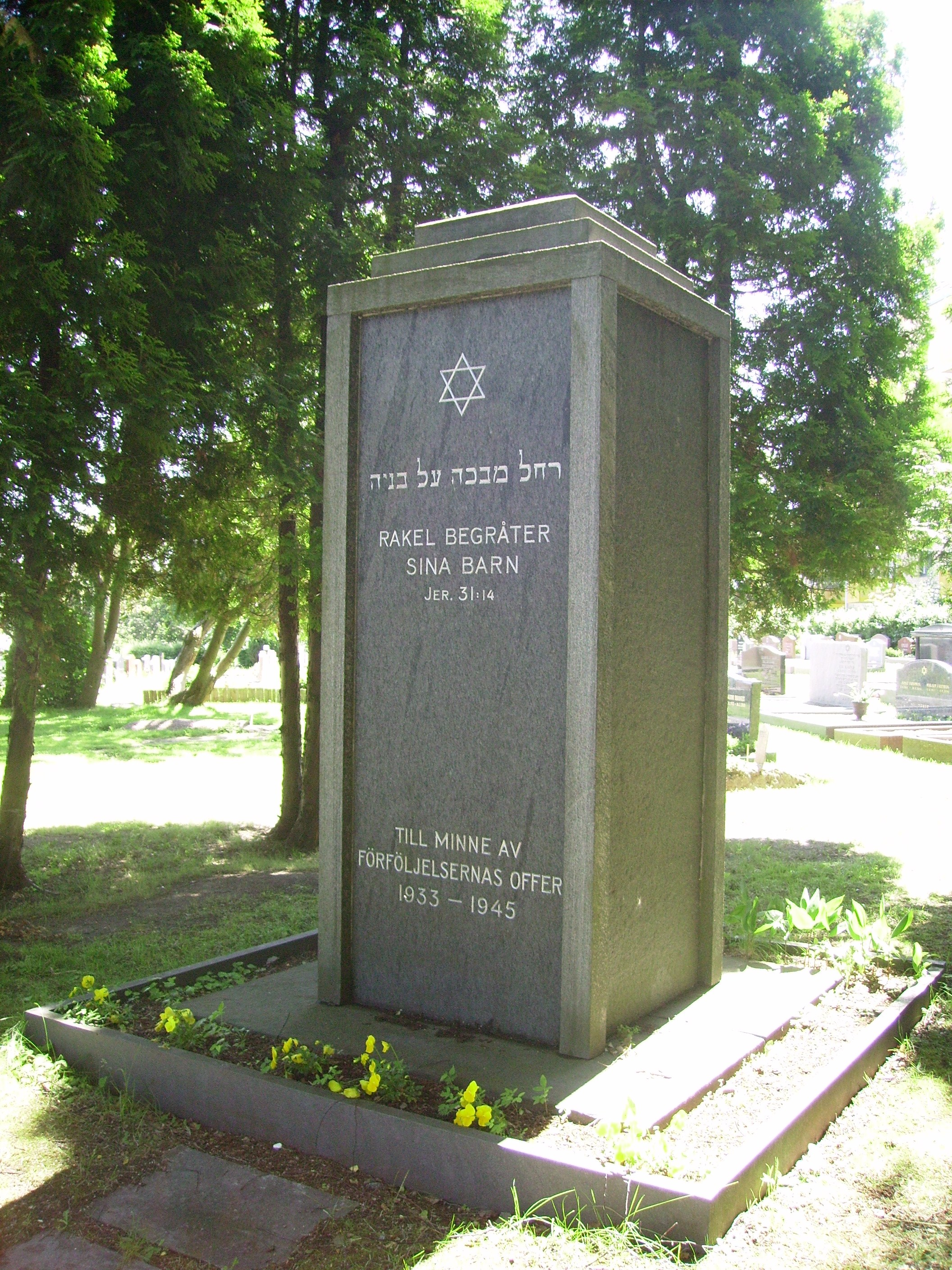
Monument över Förföljelsernas offer. "Rakel begråter sina barn." Jer. 31:14. "Till minne av förföljelsernas offer 1933-1945".
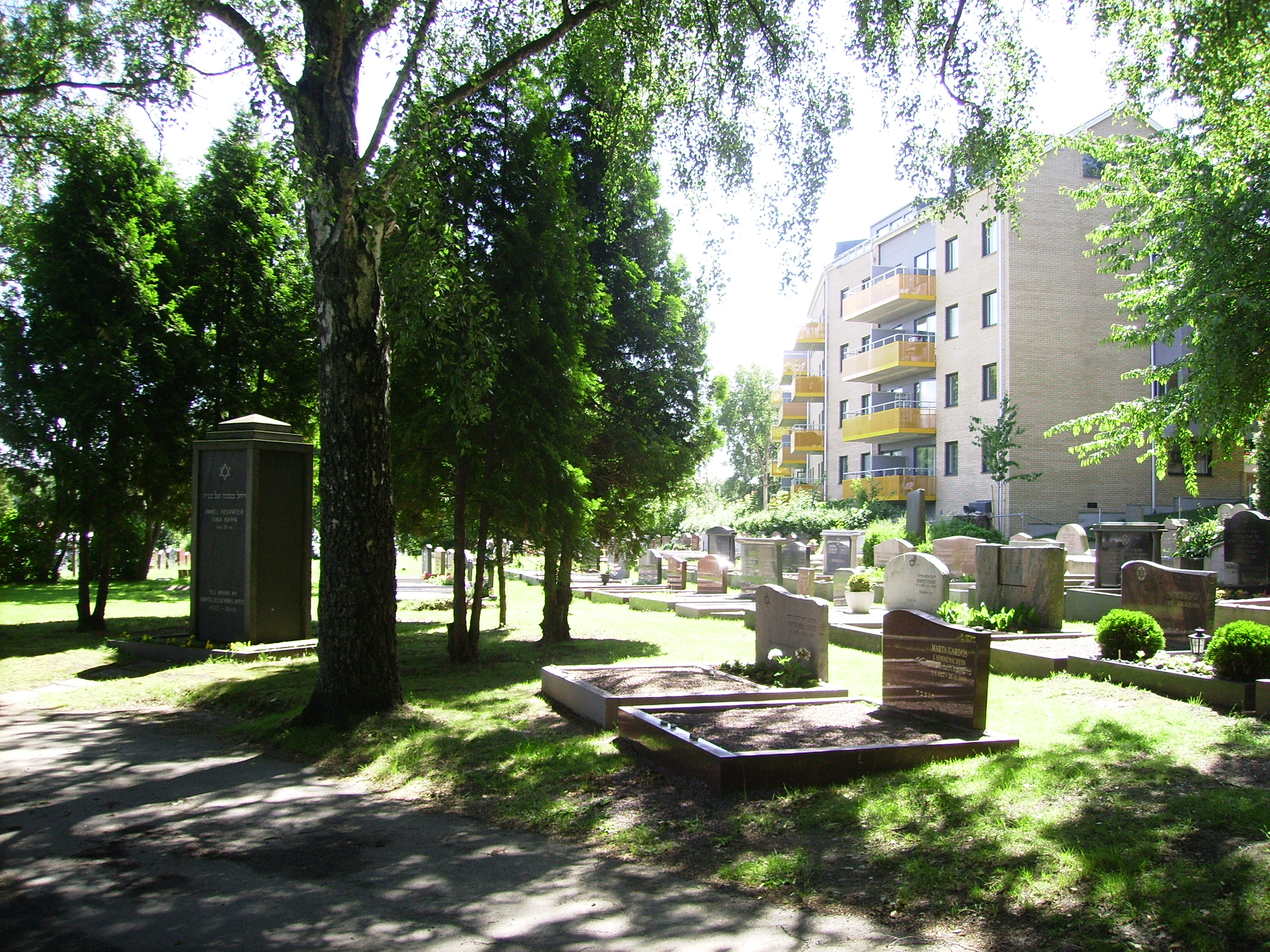
Judiska begravningsplatsen.